# 天神信仰
天神信仰（てんじんしんこう）は、日本における天神（雷神）に対する信仰のことである。特に菅原道真を「天神様」として畏怖・祈願の対象とする神道の信仰のことをいう。
本来、天神とは国津神に対する天津神のことであり特定の神の名ではなかったが、道真が没後すぐに、天満大自在天神（てんまんだいじざいてんじん）という神格で祀られ、つづいて、清涼殿落雷事件を契機に、道真の怨霊が北野の地に祀られていた火雷神と結び付けて考えられ火雷天神（からいてんじん）と呼ばるようになり、後に火雷神は眷属として取り込まれ新たに日本太政威徳天（にほんだいじょういとくてん / にほんだじょういとくてん）などの神号が確立することにより、さらには、実道権現（じつどうごんげん）などとも呼ばれ、『渡唐天神』『妙法天神経』『天神経』など仏教でもあつい崇敬をうけ、道真の神霊に対する信仰が天神信仰として広まった。

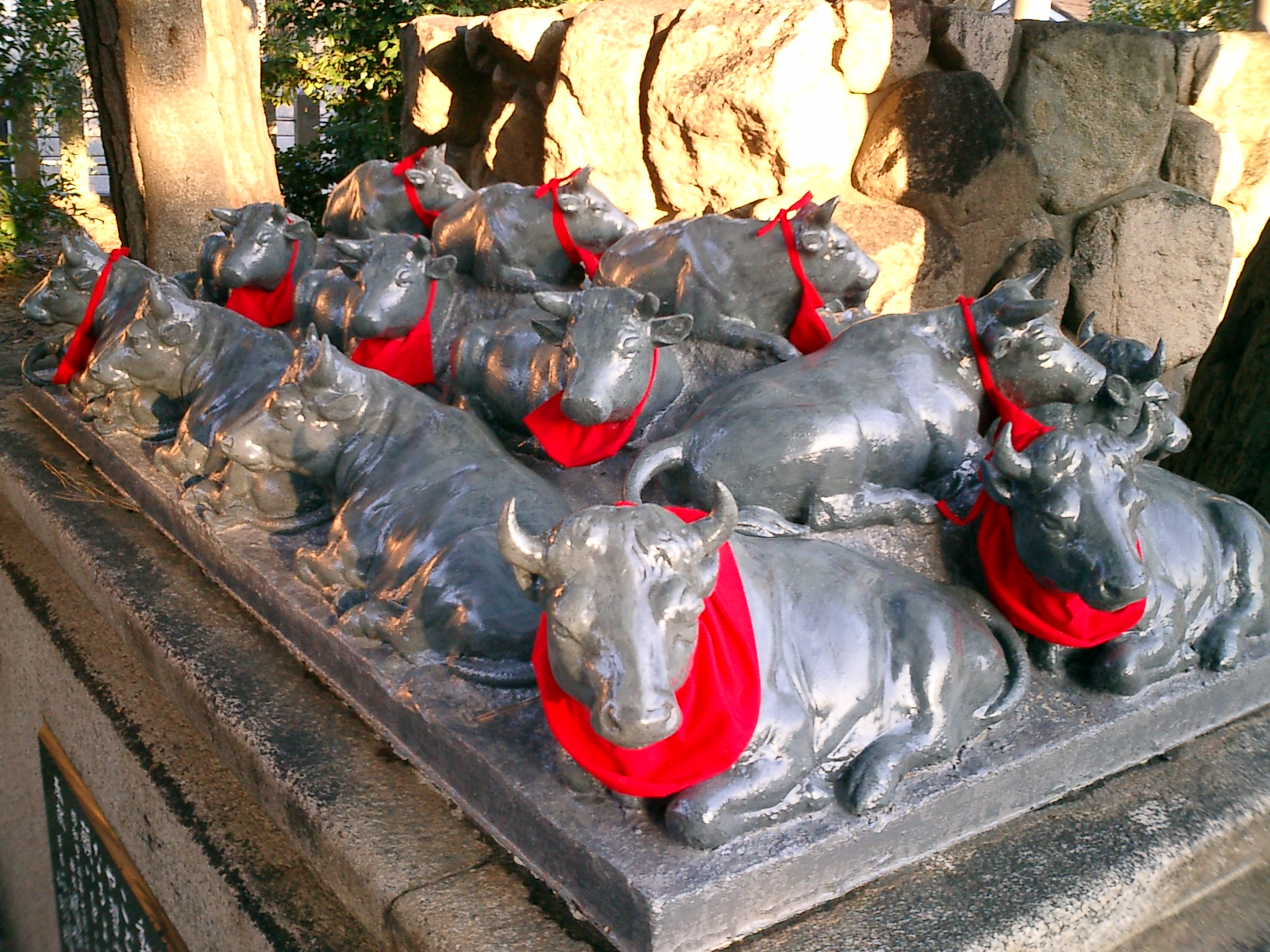
天満宮の臥牛（須磨綱敷天満宮・神戸市）

## 歴史
藤原時平の陰謀によって大臣の地位を追われ、大宰府へ左遷された道真は失意のうちに没した。
彼の死後、すぐに、臣下の味酒安行が道真を天満大自在天神（てんまんだいじざいてんじん）という神格で祀った。
その後、疫病がはやり、日照りが続き、また醍醐天皇の皇子が相次いで病死した。さらには清涼殿が落雷を受け多くの死傷者が出た（清涼殿落雷事件）。これらが道真の祟りだと恐れた朝廷は、道真の罪を赦すと共に贈位を行った。
清涼殿落雷の事件から道真の怨霊は雷神と結びつけられた。元々京都の北野の地には平安京の西北・天門の鎮めとして火雷神という地主神が祀られており、朝廷はここに北野天満宮を建立して道真の祟りを鎮めようとした（御霊信仰も参照のこと）。道真が亡くなった太宰府には先に醍醐天皇の勅命により藤原仲平によって建立された安楽寺廟、のちの太宰府天満宮で崇奉された。また、949年には難波京の西北の鎮めとされた大将軍社前に一夜にして七本の松が生えたという話により、勅命により大阪天満宮（天満天神）が建立された。987年には「北野天満宮天神」の勅号が下された。また、天満大自在天神、日本太政威徳天などとも呼ばれ、恐ろしい怨霊として恐れられた。
平安時代末期から鎌倉時代にかけて、怨霊として恐れられることは少くなった。この頃に描かれた『天神縁起』によれば、この時代では慈悲の神、正直の神、冤罪を晴らす神、和歌・連歌など芸能の神、現世の長寿と来世の極楽往生に導く神として信仰されるようになっていた。また、貿易商から海難除けの神、皇族ほか歴代幕府・戦国大名などの武将達には、怨敵調伏・戦勝祈願・王城鎮護の神として信仰された。江戸時代以降は、道真が生前優れた学者・歌人であったことから、学問の神として寺子屋などで盛んに信仰されるようになった。近代に入ると、天皇への忠誠心を説く為に、忠臣として教科書などでとりあげられた。
元々の火雷神は天から降りてきた雷の神とされており、雷は雨とともに起こり、雨は農作物の成育に欠かせないものであることから農耕の神でもある。各地に火雷神と同様の伝承で天神が祀られていたが、道真が天神さま、天神さんなどとよばれるようになり、各地で祀られていた天神もまた道真であるとされるようになった。また、北野天満宮や太宰府天満宮からの勧請も盛んに行われた。天神（道真）を祀る神社は天満宮、天満神社、天神社、菅原神社、北野天神社、北野神社などという名称で、九州や西日本を中心に約一万社（岡田荘司らによれば3953社）あって分社の数は第3位である。

## 発祥の地
北野天満宮と太宰府天満宮はそれぞれ独立に創建されたものであり、どちらかがどちらかから勧請を受けたというものではない。そのため、北野天満宮では「総本社」、太宰府天満宮では「総本宮」と呼称し、「天神信仰発祥の地」という言い方をしている。また、防府天満宮や與喜天満神社など最古の信仰発祥の地を称するところも複数ある。
ただし「日本三大天神」などと称する場合には、太宰府天満宮を外して北野天満宮を残す例がある。

## 各地の天神信仰

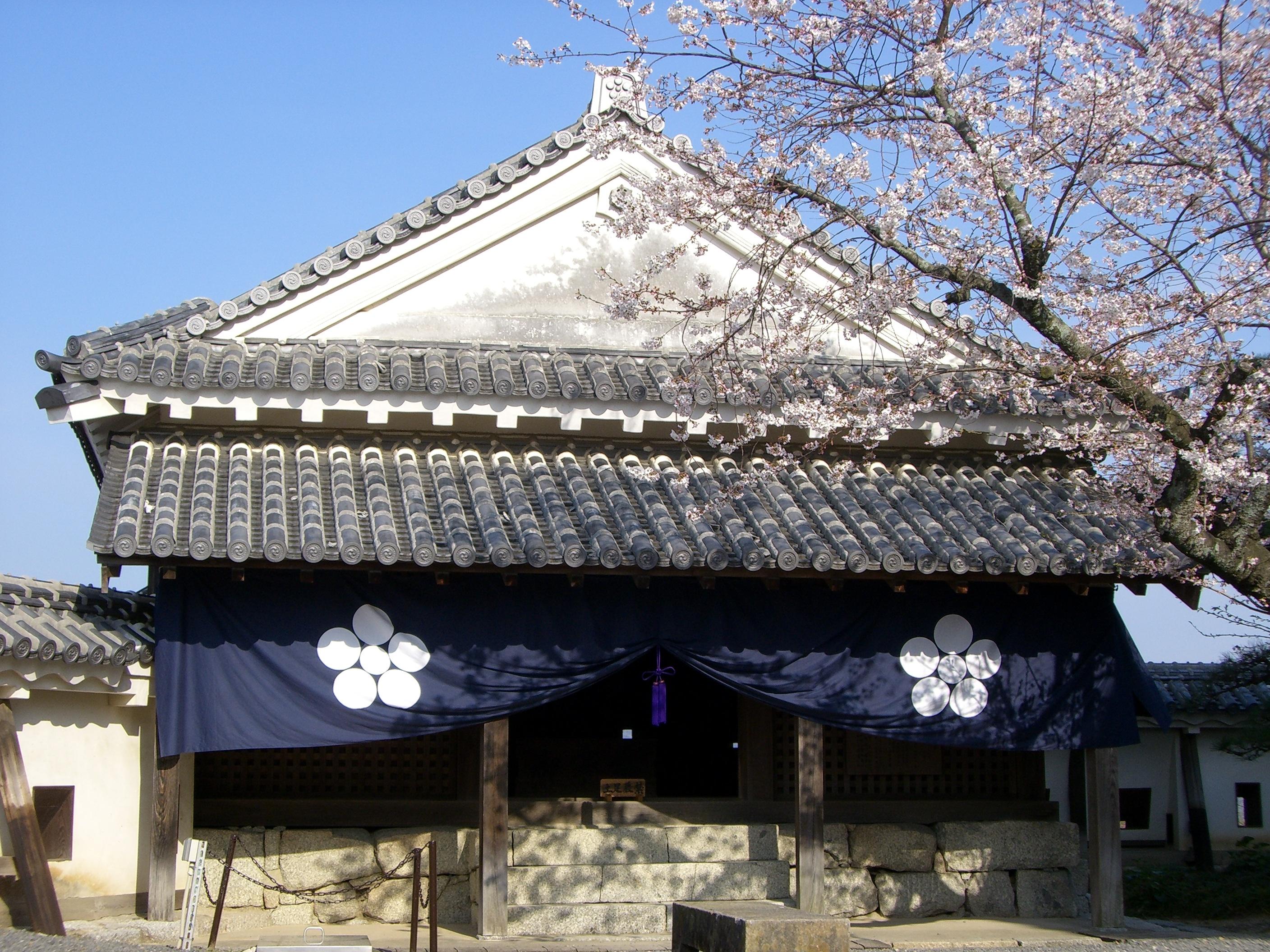
城の守護神として本壇に天神さまを祀っている松山城天神櫓（愛媛県）

大名前田氏の家紋・加賀梅鉢

北陸
福井県や富山県では、長男が誕生するとそれ以後の正月、床の間に天神像（木彫や掛軸）を飾る。福井の一部地域では1月25日にカレイを供える風習がある。この掛軸などは、母方の実家から送られる。これは幕末の頃に教育に熱心であった福井藩藩主松平春嶽が領民に天神画を飾るよう推奨し、それを富山の薬売りが広めたという説がある。また、富山藩や加賀藩（石川県）など前田氏の他の支配地域や隣接地域でも同様の風習があった。金沢市には正月に天神と複数の従者の木像を飾る風習が昭和30年代まで見られた。前田家は菅原氏の出を称しており、その領内には天神社・天満宮が他地域に比べて大変多い。前田家の家紋が天神の神紋と同じ梅鉢紋であるのも、先祖が菅原氏であるためとされる。ちなみに前田家の家紋は「剣梅鉢」（加賀梅鉢）と呼ばれている。
その他の地域の例
- 広島県北部
子供の初節句に、天神像等の人形を贈る。三次人形を参照。
- 東京板橋区
関東最古の天神信仰である。梅木の霊力で疫病が退散し梅木を祭祀し天神信仰が始まった。（外部リンクを参照）　

## 天神信仰と数字
菅原道真を主祭神としている神社では、道真の誕生日が6月25日、命日が2月25日で、ともに25日であったことから、毎月25日を例祭としていることが多い。江戸時代でも毎月25日は天神様の縁日であり、とくに旧暦1月25日を「始め天神」、12月25日を「終い天神」とよんで参詣したが、これは新暦に移行した現在でもそう呼ばれている。また菅公聖蹟二十五拝・洛陽天満宮二十五社順拝・江戸二十五天神のように特定の25社を巡礼する風習も存在する。

## 天神信仰と牛
菅原道真と牛との関係は深く「道真の出生年は丑年である」「大宰府への左遷時、牛が道真を泣いて見送った」「道真は牛に乗り大宰府へ下った」「道真には牛がよくなつき、道真もまた牛を愛育した」「牛が刺客から道真を守った」「道真の墓所（太宰府天満宮）の位置は牛が決めた」など牛にまつわる伝承や縁起が数多く存在する。これにより牛は天満宮において神使（祭神の使者）とされ臥牛の像が決まって置かれている。